# 董其中
董其中（1935年—），男，江西泰和人，中国画家，曾任中国美术家协会常务理事，山西省文学艺术界联合会副主席，山西省美术家协会名誉主席。